# Dariusz Kułakowski
Dariusz Sławomir Kułakowski (ur. 1959) – polski ekonomista i menedżer.

## Życiorys
Absolwent Cybernetyki Ekonomicznej i Informatyki Szkoły Głównej Planowania i Statystyki (SGPiS, 1986). Odbył również studia podyplomowe w Wyższej Szkole Bankowości i Ubezpieczeń oraz Politechniki Warszawskiej.
W latach 1993–2001 pracował na stanowisku Kierownika Zespołu Systemu Giełdowych Giełdy Papierów Wartościowych w Warszawie. W latach 2001–2003 pracował w PZU S.A. na stanowisku Dyrektora Biura Integracji Informatyki. W latach 2003–2006 pełnił funkcję Pełnomocnika Prezesa ds. Informatyki w Zakładzie Ubezpieczeń Społecznych jednocześnie będąc Dyrektorem Departamentu Zasilania Informacyjnego i Koordynatorem Technicznym Projektu Kompleksowego Systemu Informatycznego.
W latach 2006–2013 pracował na stanowisku Dyrektora Generalnego ds. Technologii GPW. Od września 2013 członek zarządu Giełdy, w tym od lipca 2014 do maja 2016 na stanowisku Wiceprezesa Zarządu. 26 lipca 2018 ponownie powołany na stanowisko członka zarządu ds. informatyki (CIO) Giełdy Papierów Wartościowych.
Od maja 2016 jest członkiem Rady ds. stawek referencyjnych WIBID i WIBOR, a od stycznia do czerwca 2018 był członkiem Rady Nadzorczej spółki GPW Benchmark S.A.

## Odznaczenia
- Srebrny Krzyż Zasługi (2000) – za zasługi dla rozwoju i promocji rynku giełdowego i kapitałowego w Polsce[2]